# Sebennytos
Sebennytos (parfois francisé en Sébennytos, Sebennytus, grec : Σεβέννυτος ou ἡ Σεβεννυτικὴ πόλις, en égyptien : Tjebnoutjer (ṯb-nṯrt), aujourd'hui Semenoûd ou Samanoud, dans le gouvernorat de Gharbeya) est une ville antique de Basse-Égypte, située sur la branche sébennytique dite de Damiette dans le delta, près de Saïs.

## Histoire
Sebennytos était la capitale du douzième nome (nome du Veau divin), nome sébennyte de Basse-Égypte. Elle fut le siège d’une chefferie vers 730 av. J.-C. à la fin de la domination libyenne (XXVe dynastie) et compta parmi les cités importantes du delta septentrional.
En 639, la ville résiste violemment à la conquête musulmane. Elle demeure un centre important de la culture copte et donne au pays trois patriarches (Jean III, Côme II, Jean l'Aumônier) et le premier philologue copte Yuannah al-Sammanudi,. 
En janvier 1799, a lieu la bataille de Samanouth qui opposent les mamelouks de Mourad Bey à l'armée française commandée par les généraux Davout et Desaix.

## La ville antique
C'était un lieu d'une certaine importance, sur une presqu'île, entre le lac Bourlos (λίμνη Σεβεννυτική) et le Nil, favorablement placé pour le commerce et les relations entre la Basse Égypte et Memphis. Cependant, la négligence dans l'entretien des canaux et l'élévation du sol alluvial ont pratiquement anéanti son site.    
Sebennytos est mieux connu comme la ville d’origine du grand-prêtre d'Héliopolis Manéthon, historien et chroniqueur de l'époque ptolémaïque, qui avait écrit en grec, à la demande de Ptolémée Ier Sôter, l'histoire de l'Égypte (Ægyptiaca) en trente volumes. Dans son histoire, Manéthon décrit Sebennytos comme étant la ville à partir de laquelle Nectanébo Ier (XXXe dynastie) a lancé son offensive contre les envahisseurs perses du delta. 
Un temple dédié au dieu local Onouris-Shou, fils de Rê-Atoum, associé à la déesse Mehyt, existait à cet endroit ; bien que le temple existât jusqu'au XVe siècle, il a été démantelé peu après, et désormais réduit à l'état de ruines. Il y a des blocs de granit dispersés sur le site, inscrits avec les noms de Nectanébo II, de Philippe III Arrhidée, d'Alexandre IV Aigos et de Ptolémée II Philadelphe.
Une statue en granit noir découverte en 1887 à Samanoud par Naville figurant Osiris assis, sans doute mutilée à l'époque chrétienne, confirme l'histoire de cette époque et du site de Sebennytos. Elle prend place parmi les tables d'offrandes, naos, sarcophages et statues, trouvés en ce lieu.
Deux naos (un fragmentaire et probablement inachevé) du temple de Sebennytos ont été transférés au musée égyptien du Caire au XIXe siècle.
Lors d'une étude épigraphique de Samanoud, par Neal Spencer du British Museum pour l'Egypt Exploration Society en 1998, de nombreux vestiges fragmentaires ont été enregistrés et publiés. 

## La ville moderne
Samanoud est en 2021 le centre administratif d'une commune de près de 420 000 habitants, contre 249 000 en 1996.

## Personnages célèbres
Samanoud est également le lieu de naissance du plus célèbre historien égyptien de l'époque ptolémaïque Manéthon.

## Source
Cet article comprend des extraits de l'ouvrage du domaine public de William Smith, Dictionnaire de la géographie grecque et romaine, 1857. 